# Saxel
Saxel – miejscowość i gmina we Francji, w regionie Owernia-Rodan-Alpy, w departamencie Górna Sabaudia.
Według danych na rok 1990 gminę zamieszkiwało 255 osób, a gęstość zaludnienia wynosiła 45 osób/km² (wśród 2880 gmin regionu Rodan-Alpy Saxel plasuje się na 1373. miejscu pod względem liczby ludności, natomiast pod względem powierzchni na miejscu 1460.).